# باتريك ماسكارينهاس
باتريك ماسكارينهاس هو متسابق يخت برازيلي، ولد في 7 ديسمبر 1953.

## وصلات خارجية
- باتريك ماسكارينهاس على موقع أوليمبيديا (الإنجليزية)